# Winged Victory
|  | Per a la pel·lícula amb el mateix títol, vegeu Winged Victory |

Winged Victory (literalment, 'Victòria alada') és una novel·la escrita per l'as de l'aviació britànic Victor Maslin Yeates, considerada una de les novel·les més destacades sobre el conflicte bèl·lic a l'aire de la Primera Guerra Mundial i la futilitat de la guerra.

## Estructura
La novel·la, ambientada en la Primera Guerra Mundial, explica els conflictes interns que pateixen els pilots amb el dia a dia de la guerra. El protagonista, Tom Cundall, pensa sovint en què farà després de la guerra com a motivació per a tirar endavant, deixar la Royal Air Force a l'acabar el conflicte i viure en una granja portada amb altres companys. Per desgràcia, els seus companys van caient un rere l'altre, i quan el conflicte acaba tots els seus amics han mort. Això el deixa enfonsat. Especialment la mort de "Williamson" què és el pilot amb el qual Tom comparteix més temps al front.
Precisament, el personatge de "Williamson" és un tribut a Henry Williamson, qui encoratjà a Yeates a escriure aquest llibre després de la guerra. La combinació narrativa de d'acció, humor i honestedat per a explicar les grans pèrdues de la RAF el 1918 fa que Winged Victory sigui un dels clàssics de la literatura sobre els combats aèris durant la Gran Guerra.
Yeates va escriure a la guarda de la còpia per a Williamson:
| « | Vaig començar [a escriure el llibre] a l'abril de 1933 a L'Hospital de Colindale. No podia escriure res allà, així que vaig sortir a caminar un matí, a pesar de les amenaces de mort de les que el doctor em va voler previndre. Vaig escriure diàriament fins a finals d'any. La meva dificultat principal era trobar l'equilibri entre la realitat i l'art, ja que estava escrivint una història que havia de ser una representació exacta del període i també una anàlisi i síntesi exactes d'un estat de la ment. | » |

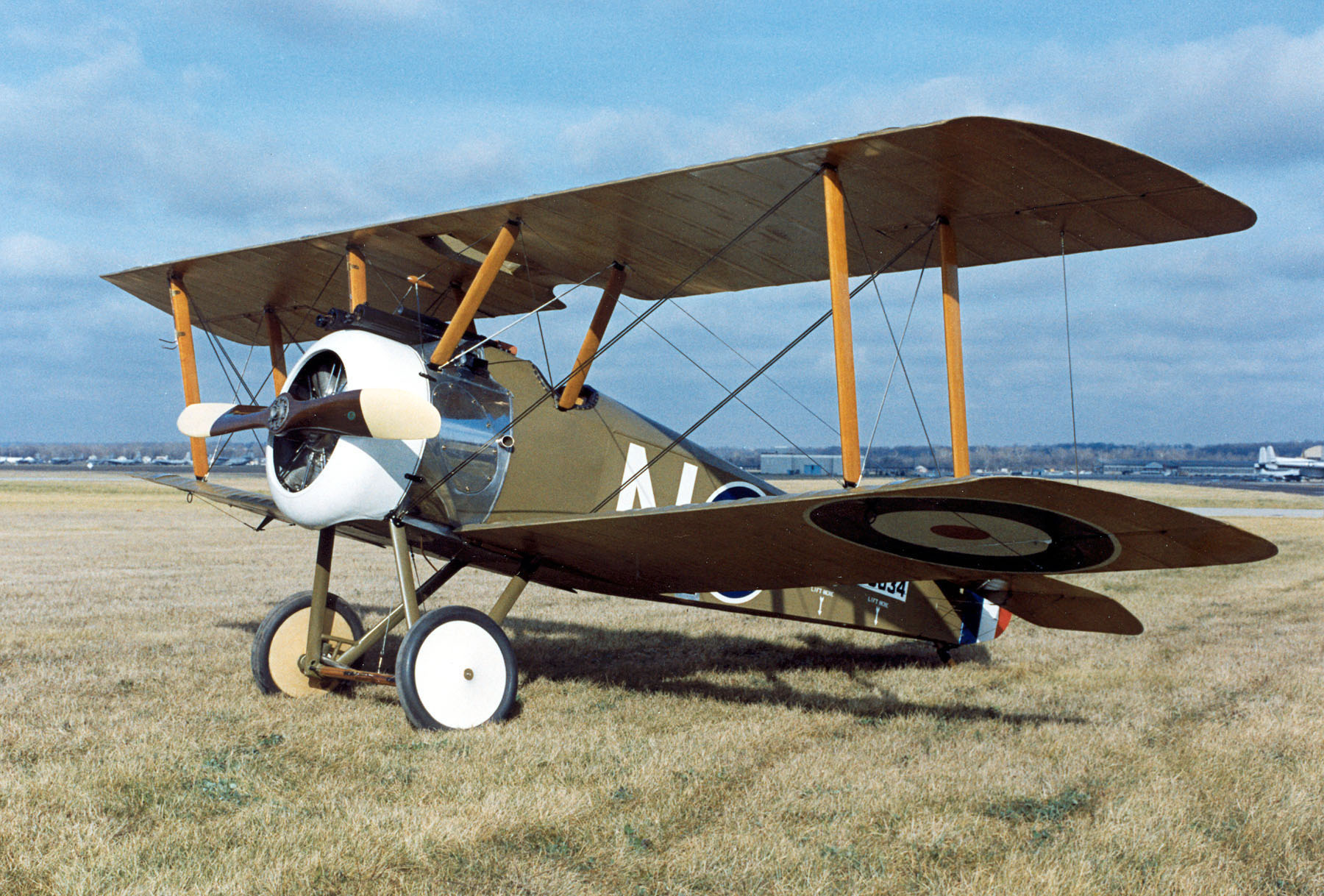
El Sopwith Camel és l'aparell que va pilotar VM Yeates durant la guerra, i també és l'aparell que pilota Tom, el protagonista de Winged Victory.

El llibre és semi-autobiogràfic. V.M Yeates serví a l'Esquadró núm. 46 pilotant Sopwith Camels, el mateix aparell que el protagonista de la novel·la, i també va perdre molts companys durant la guerra. Per exemple, Tom comparteix esquadró amb el pilot Mac, personatge universalment identificat com a Donald MacLaren, qui va compartir esquadró amb Yeates. T. E. Lawrence valorà el llibre tan bon punt va aparèixer: "Admirable, admirable, admirable. Una de les històries més destacades de la guerra ... una obra mestra". Tot i això, la novel·la no fou publicada immediatament a causa de la falta d'editors interessats i fou aviat oblidada. Yeates va morir el 1934 a causa d'una tuberculosi.
Ressorgí gràcies a l'interès mostrat pels pilots de la Royal Air Force durant la Segona Guerra Mundial, els quals el feren popular gràcies a les seves descripcions acurades dels combats aeris. El llibre fou reeditat el 2004 fent que sigui possible trobar-lo.

### Descripcions dels combats aeris

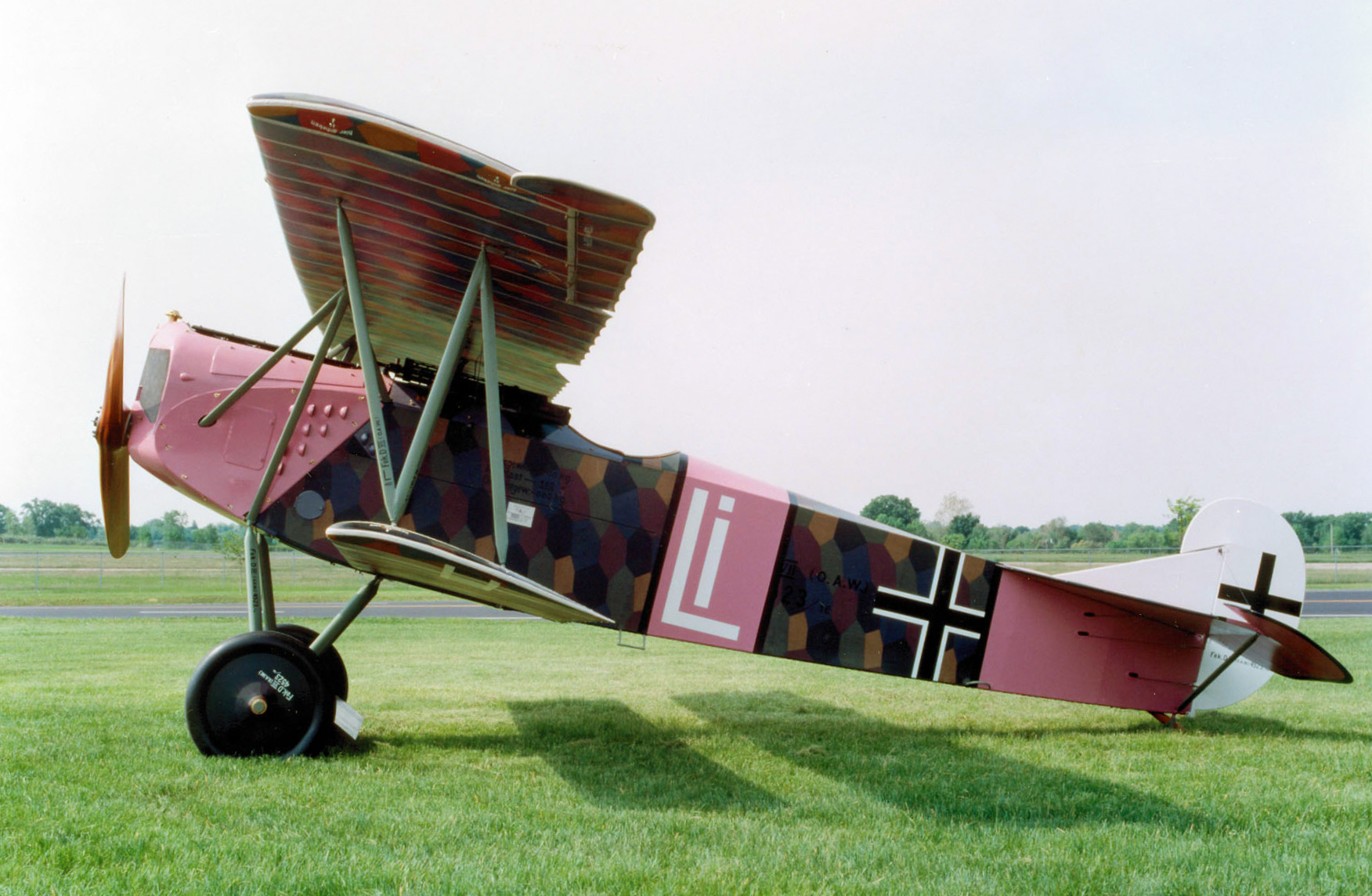
El Fokker DVII és un dels aparell de la Primera Guerra Mundial als que tant VM Yeates com el protagonista de la seva novel·la, Tom, es van tindre d'enfrontar.

Winged Victory destaca per la qualitat de les descripcions del combat aeri durant la Primera Guerra Mundial.
El realisme i discursivitat de la novel·la la fan una de les descripcions de la vida diària més intrigants del front occidental: Les relacions amb els habitants francesos, les trobades dels pilots al bar, els viatges a casa pels permisos, la recuperació als hospitals de l'exèrcit; les converses dels pilots, les cançons dels gramòfons, que menjaven i bevien cada dia... Yeates també està interessat en els diversos estils de direcció adoptats pels diferents comandants de l'esquadró, i els seus esforços per a fer del protagonista un pilot més agressiu. El protagonista està turmentat per la seva incapacitat de viure amb el combat diari, abatre altres pilots en la mateixa situació que ell, i com altres pilots si que hi semblen poder viure. És realment honest en la descripció dels seus pensaments, del creixent estrès i debilitament de la persona al morir els seus companys un rere altre, mentre ell sobreviu al conflicte.

## Filosofia sobre la guerra
A Winged Victory, Yeates expressa el punt de vista pessimista de les causes de la guerra, lluny del jingoisme de la majoria dels seu companys i contemporanis.

## Desafiant les percepcions de la guerra a l'aire

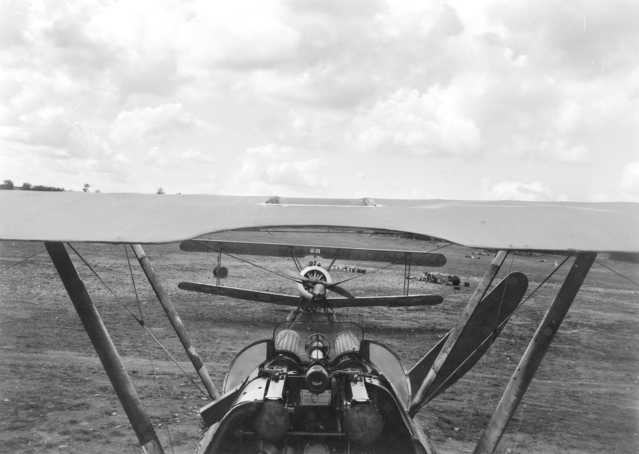
Vista del pilot des de la cabina del Sopwith Camel.

Un dels fets més remarcables sobre Winged Victory és la manera en què tracta i desafia la percepció popular sobre els combats aèris durant la Primera Guerra Mundial, especialment quan comparada amb altra ficció contemporània. A diferència de la majoria d'altres novel·les sobre combats aèris del moment (com per exemple Biggles), encaixa perfectament en el grup de novel·les anomenades de desencantament o pessimistes, que tot i ser reconegudes actualment han estat ignorades durant molt de temps.
Tot i que parla d'altres asos amb moltes més victòries, que semblen invulnerables (concretament el personatge "Mac" qui representa probablement a Donald MacLaren), la majoria dels personatges no suporten la guerra, horrible i denigrant, distrets només pel beure i les festes de caràcter nihilístic celebrades amb massa freqüència. Aquesta novel·la va servir d'inspiració profunda per a Derek Robinson, especialment per a la novel·la de 1971 nominada al Premi Booker, Goshawk Squadron.
Al mateix temps, no s'amaga de parlar de les nombroses limitacions dels aparells aliats el 1918, mentre que moltes fonts més modernes (possiblement inclosa la Wikipedia), parlen del Sopwith Camel com un aparell excel·lent, difícilment superable a l'aire, i Yeates, via Cundall, critica que era massa lent i que no podia ascendir suficientment, tot i que al mateix temps parla dels avantatges que té sobre els Pfalz o Albatros alemanys. Aquestes limitacions obligaven sovint als esquadrons de Camels a volar baix i atacar objectius de terra, mentre eren coberts pels SE5as.
Els aparells somiats per Cundall, no són ni el Camel, ni els seus recanvis, el Sopwith Snipe (tot i que aquests sí que siguin impacientment esperats per ell i els membres de l'esquadró), sinó l'aparell que podia volar a altes alçades, el Sopwith Dolphin. Això demostra que els pilots més veterans de l'esquadró, com Yeates i els seus contemporanis de l'esquadró 46 valoraven l'altitud, i el consegüent avantatge per a atacar sense ser vistos, descrivint uns combats que disten molt de la imatge dels duels on els aparells dibuixen maniobres impossibles a l'aire.

## Curiositats
El títol de Winged Victory no va ser escollit per VM Yeates, qui va ser forçat a canviar el nom del llibre per l'editor, qui volia que el llibre semblés més patriòtic i entretingut. El títol originalment escollit per VM Yeates per al llibre era Wingless Victor.
Curiosament, tant l'edició llibre de Sphere Books de 1969, com la de Grub Books de 2004, mostren a la tapa una il·lustració d'un SE5a en ple dogfight amb un Fokker D.VII, mentre que l'únic aparell que piloten els personatges de la història són els Sopwith Camel. L'edició de Jonathan Cape de 1962, però, té una il·lustració amb dos Sopwith Camel a la guarda.